# Antoine Auguste Michel Picault
Antoine Auguste Michel Picault, né le 15 novembre 1749 à Paris – mort le 16 février 1828 à Melun, est un député au Conseil des Anciens, membre du Tribunat.

## Biographie
Fils d’Auguste-Toussaint Picault, receveur de l'ordre du Saint-Esprit, et de Catherine-Françoise Mesnard, il étudia le droit, fut reçu avocat au parlement et acheta la charge de procureur du roi en l'élection de Rozay-en-Brie. ll devint juge des seigneuries des Chaumes et d'Armainvilliers, puis subdélégué de l'intendant, commissaire aux impositions. En 1787, lors des assemblées provinciales, il fut secrétaire de l'assemblée de Rozay. Élu successivement procureur général syndic près l’administration départementale de Seine-et-Marne (1790) et président du tribunal criminel (1792), il fut envoyé, le 24 vendémiaire an IV, par le même département, au Conseil des Anciens, avec 196 voix sur 250 votants. Il devint secrétaire de cette assemblée, parla sur les biens des émigrés, sur diverses questions financières, sur les domaines congéables, et présenta à ses collègues un grand nombre de rapports, où il fit preuve de connaissances juridiques étendues. Réélu aux .Anciens, le 26 germinal an VII, il fut envoyé en mission par les consuls dans la 12e division militaire (Charente-Inférieure, Deux-Sèvres, Vendée et Loire-Inférieure). Bonaparte l'admit ensuite au Tribunat (4 nivôse an VIII). Il y combattit (1801), dans certains détails, le projet d'établissement des tribunaux spéciaux, dont il vota le rejet. Au 20 août 1803, Picault était secrétaire de cette assemblée. Lorsqu'il en sortit, en l'an XII, il fut nommé directeur des droits réunis dans le département de Seine-et-Marne. Démissionnaire en 1815, il devint conseiller de préfecture le 19 août de la même année, et remplit ces fonctions jusqu’à sa mort.

## Travaux législatifs
- Corps législatif. Conseil des anciens. Rapport fait par Picault, etc. au nom d'une commission composée des représentants du peuple Maupetit, Vidalot, Chatry-Lafosse, Jac et Picault, sur la résolution concernant la liquidation et le paiement des fermages. Séance du 24 floréal an VI. Paris, Impr. nationale, an VI. In-8° , 18 p.

## Sources
- Dictionnaire des parlementaires français par Adolphe Robert, Edgar Bourloton et Gaston Cougny, tome 4, Lav-Pla, Bourloton éditeur, Paris, 1891.